# Shihab ad-Din Mahmud
Shihâb ad-Dîn Mahmùd ibn Bûrî est un atabeg bouride de Damas de 1135 à 1139. Il est fils de Buri Taj el-Moluk, émir de Damas, et de Zamarud Kathun

## Biographie
Le 1er février 1135, Zamarud Kathun, veuve de Bûrî, assassine son fils l'atabeg Isma’il. Le chroniqueur de Damas prétend qu'elle agit ainsi, étant horrifiée par son fils sur le point de livrer Damas à Zengi, mais cette version est peu crédible, étant donné qu'elle allait épouser ce même Zengi trois ans plus tard en lui apportant en dot des territoires appartenant à l'émirat de Damas. Plus prosaïquement, Amin Maalouf et René Grousset estiment qu'Isma'il était sur le point de faire assassiner son principal conseiller, alors amant de Zamarud, et qu'elle tua son fils pour sauver son amant.
Elle place immédiatement sur le trône son autre fils, Shihâb ad-Dîn Mahmùd, alors que Zengi est déjà en route pour prendre possession de Damas. Les Damascènes, qui n'oublient pas les traitrises dont Zengi s'étaient rendus coupables, sont tous sous la bannière de leur prince contre l'Alépin. Mu'in ad-Din Unur, un ancien mamelouk de Tughtekin prend la direction de l'armée et assure la défense de la ville avec succès. Seul l'intervention du calife Al-Mustarchid oblige Zengi à lever le siège, au prétexte de soutenir la candidature du seldjoukide Dawûd, protégé de Zengi, au poste de sultan.
En 1136, les fils de Qîrkhân ibn Qarâjâ lui cèdent Homs en échange de Palmyre, et Shihab donne la ville en fief à Unur. L'influence politique appartient alors à l'ancien chambellan Yûsuf ibn Fîrûz, qui est assassiné par un émir, Bazwâj, lequel devient généralissime de Damas après avoir menacé Mahmûd de le renverser s'il n'acceptait pas. Pour légitimer son nouveau pouvoir, Bazwâj appelle au jihad et attaque le comté de Tripoli et tue le comte Pons de Tripoli.
En juin 1137, Zengi attaque de nouveau l'émirat de Damas, s'empare de Homs et assiège Damas, mais la venue de l'armée franque, qui veut empêcher Zengi d'unifier la Syrie musulmane, l'oblige à lever le siège le 11 juillet 1137.
Il est assassiné dans la nuit du 22 au 23 juin 1139 par trois de ses pages. Le ministre Mu'in ad-Din Unur prend alors les affaires en main de manière énergique, fait crucifier les assassins et fait venir à Damas le prince Jemâl ad-Dîn Muhammad, demi frère de l’atabeg défunt et émir de Baalbek pour le faire reconnaître atabeb par la population.

### Sources
- René Grousset, Histoire des croisades et du royaume franc de Jérusalem - II. 1131-1187 L'équilibre, Paris, Perrin, 1935 (réimpr. 2006), 1013 p.
- Amin Maalouf, Les Croisades vues par les Arabes, J’ai lu, 1983 (ISBN 978-2-290-11916-7).
- Foundation for Medieval Genealogy